# 陽光谷
陽光谷，是日本純種競賽馬匹。生涯活躍於短途賽事，曾勝出2004年高松宮紀念。

## 出賽前
1999年4月1日出生於北海道靜內町（今新日高町）大平牧場，並於同年於拍賣會被馬主後藤繁樹以5775萬日圓購入。
其後交由栗東訓練中心練馬師瀨戶口勉訓練。

## 競賽生涯

### 2歲
2001年11月25日出戰中京競馬場的2歲新馬戰，由福永祐一策騎，並於比賽中成功一放到底，獲得首勝。
其後於12月9日出戰條件戰千兩賞，比賽途中一直處於的位置未能追過領放馬而獲得第二。

### 3歲
2002年經過輕微調整後，於4月出戰公開賽橘錦標獲得第一，但其後於5月的公開賽葵錦標於直路被其他對手超越，僅得第六。
6月9日出戰三級賽獵鷹錦標，落後於Taiki Lion獲得第二人氣，比賽開始後，騎師福永選擇控制住其，令其處於中團位置推進，無視前方領放馬組成的快步速。通過最後彎道後，由於先頭馬匹開始失速，騎師福永指揮其於繞出外檔，避開內欄位置失速的馬群。進入直路後，其開始於外檔發力加速並於直路中段取得領先，此時同樣後方於待機的Sadamu Blue Sky亦開始衝刺。最終，陽光谷憑藉其有利位置，成功保住領先，以1 1/4馬位優勢奪得首個分級賽冠軍。
6月30日出戰函館短途錦標，爲其首次於北海道出戰賽事，亦爲其第一次和年長馬匹交鋒。比賽開始後，由湘南之戰領放，而陽光谷則於後方位置推進。進入直路後，湘南之戰開始失速後退，此時陽光谷於中團位置由外檔衝出加速，成功奪得領先的位置。直路中段，後方的大樹寶藏及Dantsu Cast開始接近，而失速的湘南之戰成功二段加速重返先頭部隊。最終，陽光谷憑藉其率先衝出而建立的領先優勢，成功阻擋後方對手的來襲，以1 3/4馬位優勢賽事獲得分級賽`冠軍。
奪得冠軍後，陣營安排其進入放草，備戰秋季的一系列賽事。
放草過後出戰秋季首戰短途馬錦標，爲其首次出戰一級賽。比賽開始後，其於中團後方推進。進入直路後，其並未成功進一步加速，結果以第八大敗。
10月26日出戰天鵝錦標，再次以第九大敗
11月10日出戰公開賽秋風錦標，由勝浦正樹代打策騎。比賽開始後，其處於第六的位置，並於直路加速衝刺，然而其並未能追上一早經已衝出的Saga Novel，以鼻位落敗第二。
12月15日出戰CBC賞，由池添謙一代打策騎，由於短途強馬信念及湘南之戰前往香港遠征，因而其獲得第一人氣。比賽開始後，由Saga Novel領放展開快步速的節奏，而陽光谷於中團內欄位置推進。進入直路後，領放的Saga Novel失速，其隨即以末腳衝出搶佔領先位置。直路中段，同樣處於有利位置的Cafe Bostonian及處於外檔的Tenshino Kiseki亦開始加速。最終，陽光谷再次憑藉其優秀的速度，以1/2馬位壓過對手，再次勝出分級賽。

### 4歲
2003年3月9日出戰絲路錦標，再次獲得第一人氣。比賽開始後，Cafe Bostonian施展領放戰術，而其則於中團有利位置推進。進入直路後，雖然其奮力加速，但仍然無法超越前方的Cafe Bostonian，以1/4馬位落敗。
3月2日出戰阪急盃，將和遠征香港歸來的一級賽優勝馬信念及湘南之戰決戰。比賽開始後，其死死咬住領放的湘南之戰，兩匹賽駒雙雙帶領馬群前進。進入最後直路後，其仍然跟隨湘南之戰後方，但可惜的是，由於對手領放速度過快，於直路上便拋離後方馬匹。最終，其落後湘南之戰2 1/2馬位落敗，但成功以頸位之差阻擋Agnes Sonic守住亞軍的位置。
3月30日出戰高松宮紀念，再次獲得第三人氣。比賽開始後，其處於中團位置，無視前方湘南之戰的領放節奏。通過最後彎道後，信念開始發力並緊貼湘南之戰，兩駒隨即開始纏鬥。此時，陽光谷由外檔發揮抹腳加速並迫近兩駒，而信念經已擺脫湘南之戰。最終，由於信念所處位置較前，即使陽光谷不斷加速，亦未能追上信念，以1馬位落敗。
其後，陣營決定增程，安排其出戰1400米的賽事，但於京王盃春季盃、天鵝錦標及黃金盃均敗下陣來。
12月出戰CBC賞，回歸1200米賽事，但表現仍然持續低迷，以第十一大敗。

### 5歲
2004首戰爲石榴石錦標，爲其首次出戰泥地賽事。比賽途中，雖然其嘗試於直路上衝刺，但仍然以第七落敗
其後重返草地賽事出戰絲路錦標，因爲此前的落敗而只獲得第六人氣。比賽開始後，其處於後方位置追走，並於進入直路後衝出。但可惜的是，其於直路上未能追上對手，獲得第三，但仍爲上年度高松宮紀念以來最好的成績。
2月29日出戰阪急盃，由吉田稔代打策騎。比賽開始後，其於中團位置推進。進入直路後不久，領放的Gallant Arrow隨即因體力不支失速。此時，處於有利位置的藤田小姐衝出進佔第一，以處於中團的陽光谷、Tenshino Kiseki及堅蘭天鵝亦開始加速。最終，陽光谷成功以強大的速度貼近藤田小姐，並於終點線前超越對手，以頭位率先衝線。是次比賽過後，其獲得了暌違1年2個月的冠軍，亦以四個短途分級賽冠軍追平櫻花進王、真僥倖、多樂星及信念的紀錄。
3月28日再次出戰高松宮紀念，面對的強敵有此前做出三連勝的上年度最佳短途馬多旺達。比賽開始後，Gallant Arrow率先搶佔位置領放，以快步速帶領賽事節奏，而陽光谷則於內欄的中團位置推進，最大敵人多旺達則處於後方。通過最後彎道時，騎師福永指揮陽光谷繞出外檔，以確保直路上的衝刺路線不會受到阻礙。進入直路後，其開始發力加速，而後方的多旺達隨即跟進以更凌厲的速度衝刺。但由於陽光谷處於前往並且其更擅長中京競馬場較爲平坦的賽道，因此其於直路上的決戰佔據上風。最終，兩駒同時衝線，陽光谷以頸位壓過多旺達，成功奪得首個一級賽冠軍，亦是相隔28年後再次有出自高多芬阿拉伯系的賽駒勝出中央一級賽。
其後再次增程出戰京王盃春季盃，但以第七再次落敗。其後又於函館短途錦標中，以第六落敗，
完成函館短途錦標後，其停留於函館競馬場，備戰秋季的賽事。
9月12日出戰人馬錦標。比賽開始後，其再次選擇中團戰術，並於直路上加速追趕前方的Golden Cast及堅蘭天鵝，但由於未能超越對手，僅獲季軍。
10月3日以稱霸春秋短途賽爲目標出戰短途馬錦標，並壓過多旺達、藤田小姐及Golden Cast等對手，獲得第一人氣。比賽開始後，其處於後方位置追走，以穩定節奏進行比賽。進入直路後，多旺達由外檔加速衝刺，而其則處於內欄馬群中央。最終，由於被內欄位置的失速馬阻擋，無法衝出加速，以第九大敗。
其後再次挑戰泥地賽事，出戰11月3日的日本育馬場盃短途賽，但於直路上未能追上前方的礦之選及Agnes Wing獲得第三。
完成日本育馬場盃短途賽後，陣營安排其遠征香港，出戰香港短途錦標。比賽途中，其處於後方位置推進，但未能進一步加速，最終以第七完賽。
其後於2005年年初陣營宣佈安排其退役，並於1月14日取消日本中央競馬會的賽駒註冊。

### 詳細賽績
| 日期       | 舉辦國家 | 馬場 | 距離   | 級別 | 賽事名稱           | 負重 | 騎師       | 馬號 | 出馬 | 名次 | 時間    | 頭馬（二馬）                              |
| ---------- | -------- | ---- | ------ | ---- | ------------------ | ---- | ---------- | ---- | ---- | ---- | ------- | ----------------------------------------- |
| 25/11/2001 | 日本     | 中京 | 草1200 |      | 2歲新馬            | 54   | 福永祐一   | 5    | 13   | 1    | 1:10.0  | （團津法官）                              |
| 9/12/2001  | 日本     | 阪神 | 草1200 |      | 千兩賞             | 54   | 福永祐一   | 4    | 11   | 2    | 1:09.4  | Ghost Suzuka                              |
| 21/4/2002  | 日本     | 京都 | 草1200 | OP   | 橘錦標             | 55   | 武豊       | 2    | 16   | 1    | 1:09.7  | （堅蘭天鵝）                              |
| 11/5/2002  | 日本     | 京都 | 草1400 | OP   | 葵錦標             | 56   | 福永祐一   | 3    | 12   | 6    | 1:21.8  | 團津法官                                  |
| 9/6/2002   | 日本     | 中京 | 草1200 | GIII | 獵鷹錦標           | 56   | 福永祐一   | 11   | 18   | 1    | 1:08.9  | （Sadamu Blue Sky）                       |
| 30/6/2002  | 日本     | 函館 | 草1200 | GIII | 函館短途錦標       | 52   | 福永祐一   | 12   | 12   | 1    | 1:10.3  | （大樹寶藏）                              |
| 29/9/2002  | 日本     | 新潟 | 草1200 | GI   | 短途馬錦標         | 55   | 福永祐一   | 1    | 11   | 8    | 1:09.0  | 信念                                      |
| 26/10/2002 | 日本     | 京都 | 草1200 | GII  | 天鵝錦標           | 55   | 福永祐一   | 6    | 18   | 9    | 1:21.2  | 湘南之戰                                  |
| 10/11/2002 | 日本     | 中山 | 草1200 | OP   | 秋風錦標           | 55   | 勝浦正樹   | 5    | 10   | 2    | 1:07.1  | Saga Novel                                |
| 15/12/2002 | 日本     | 中京 | 草1200 | GII  | CBC賞              | 56   | 池添謙一   | 3    | 16   | 1    | 1:08.4  | （Cafe Bostonian） （Tenshino Kiseki）[a] |
| 9/2/2003   | 日本     | 京都 | 草1200 | GIII | 絲路錦標           | 57   | 福永祐一   | 7    | 14   | 3    | 1:08.9  | T.M.Sunday                                |
| 2/3/2003   | 日本     | 阪神 | 草1200 | GIII | 阪急盃             | 58   | 福永祐一   | 1    | 15   | 2    | 1:08.9  | 湘南之戰                                  |
| 30/3/2003  | 日本     | 中京 | 草1200 | GI   | 高松宮記念         | 57   | 福永祐一   | 18   | 18   | 2    | 1:08.3  | 信念                                      |
| 18/5/2003  | 日本     | 東京 | 草1400 | GII  | 京王盃春季盃       | 58   | 福永祐一   | 5    | 13   | 7    | 1:21.8  | 千里通                                    |
| 1/11/2003  | 日本     | 京都 | 草1400 | GII  | 天鵝錦標           | 58   | 福永祐一   | 5    | 16   | 6    | 1:20.9  | Gallant Arrow                             |
| 16/11/2003 | 日本     | 東京 | 草1400 | OP   | 黃金盃             | 58   | 秋山真一郎 | 11   | 14   | 12   | 1:22.3  | Agnes Sonic                               |
| 21/12/2003 | 日本     | 中京 | 草1200 | GII  | CBC賞              | 58   | 池添謙一   | 15   | 16   | 11   | 1:09.6  | 藤田小姐                                  |
| 11/1/2004  | 日本     | 中山 | 泥1200 | GIII | 石榴石錦標         | 57.5 | 勝浦正樹   | 3    | 16   | 7    | 1:12.3  | 礦之選                                    |
| 8/2/2004   | 日本     | 京都 | 草1200 | GIII | 絲路錦標           | 57.5 | 福永祐一   | 5    | 16   | 3    | 1:08.7  | 堅蘭天鵝                                  |
| 29/2/2004  | 日本     | 阪神 | 草1200 | GIII | 阪急盃             | 57   | 吉田稔     | 2    | 16   | 1    | 1:08.5  | （藤田小姐）                              |
| 28/3/2004  | 日本     | 中京 | 草1200 | GI   | 高松宮記念         | 57   | 福永祐一   | 3    | 18   | 1    | 1:07.9  | （多旺達）                                |
| 16/5/2004  | 日本     | 東京 | 草1500 | GII  | 京王盃春季盃       | 59   | 福永祐一   | 17   | 18   | 7    | 1:21.3  | 永勝駒                                    |
| 14/7/2004  | 日本     | 函館 | 草1200 | GIII | 函館短途錦標       | 58   | 福永祐一   | 4    | 15   | 6    | 1:09.8  | 藤田小姐                                  |
| 12/9/2004  | 日本     | 阪神 | 草1200 | GIII | 人馬錦標           | 59   | 福永祐一   | 5    | 12   | 3    | 1:08.5  | Golden Cast                               |
| 3/10/2004  | 日本     | 中山 | 草1200 | GI   | 短途馬錦標         | 57   | 福永祐一   | 3    | 16   | 9    | 1:11.3  | 金鎮之光                                  |
| 3/11/2004  | 日本     | 大井 | 泥1200 | GI   | 日本育馬場盃短途賽 | 57   | 福永祐一   | 12   | 12   | 3    | 1:11.1  | 礦之選                                    |
| 12/12/2004 | 香港     | 沙田 | 草1000 | GI   | 香港短途錦標       | 57   | 福永祐一   | 6    | 14   | 7    | 0:57.90 | 精英大師                                  |

a 此兩駒最終被判定同時衝線。

## 退役後
退役後，陽光谷成爲了配種馬，於北海道靜內町（今新日高町）日本輕種馬協會靜內種馬場休養，在2005年配種。首批子嗣於2006年出生。首批子嗣可於2008年出賽。
2008年其被轉移至青森縣七戶町日本輕種馬協會七戶種馬場。
2009年再被轉移至北海道白老町日本輕種馬協會膽振種馬場。
2013年再度返回靜內種馬場。
2021年10月7日由配種馬退役，進行養老生活。

## 血統簡介
父系警告爲英國賽駒，生涯戰績極佳，曾勝出女皇伊利沙伯二世錦標及薩塞克斯錦標等一級賽。祖父Known Fact爲美國生產的英國賽駒，生涯戰績亦極佳，曾勝出二千堅尼錦標，血統上出自較稀有的高多芬阿拉伯系。
母系Kadizadeh爲愛爾蘭賽駒，生涯無任何勝場。外祖父Darshaan爲英國生產的法國賽駒，生涯戰績不俗，曾勝出賽馬會錦標。

### 血統表
| 父線：鬥士系（Hurry On系）          |                                   |                 |                |
| 種馬 警告 1985年（棗色）            | Known Fact 1977年（棗色）         | In Reality      | Intentionally  |
| 種馬 警告 1985年（棗色）            | Known Fact 1977年（棗色）         | In Reality      | My Dear Girl   |
| 種馬 警告 1985年（棗色）            | Known Fact 1977年（棗色）         | Tamerett        | Tim Tam        |
| 種馬 警告 1985年（棗色）            | Known Fact 1977年（棗色）         | Tamerett        | Mixed Marriage |
| 種馬 警告 1985年（棗色）            | Slightly Dangerous 1979年（棗色） | 雷弼圖          | Hail to Reason |
| 種馬 警告 1985年（棗色）            | Slightly Dangerous 1979年（棗色） | 雷弼圖          | Bramalea       |
| 種馬 警告 1985年（棗色）            | Slightly Dangerous 1979年（棗色） | Where You Lead  | Raise a Native |
| 種馬 警告 1985年（棗色）            | Slightly Dangerous 1979年（棗色） | Where You Lead  | Noblesse       |
| 繁殖雌馬 Kadizadeh 1988年（深棗色） | Darshaan 1981年（棗色）           | Shirley Heights | 水車礁石       |
| 繁殖雌馬 Kadizadeh 1988年（深棗色） | Darshaan 1981年（棗色）           | Shirley Heights | Harddiemma     |
| 繁殖雌馬 Kadizadeh 1988年（深棗色） | Darshaan 1981年（棗色）           | Delsy           | Abdos          |
| 繁殖雌馬 Kadizadeh 1988年（深棗色） | Darshaan 1981年（棗色）           | Delsy           | Kelty          |
| 繁殖雌馬 Kadizadeh 1988年（深棗色） | Kadissya 1979年（棗色）           | 害羞新郎        | Red God        |
| 繁殖雌馬 Kadizadeh 1988年（深棗色） | Kadissya 1979年（棗色）           | 害羞新郎        | Runaway Bride  |
| 繁殖雌馬 Kadizadeh 1988年（深棗色） | Kadissya 1979年（棗色）           | Kalkeen         | Sheshoon       |
| 繁殖雌馬 Kadizadeh 1988年（深棗色） | Kadissya 1979年（棗色）           | Kalkeen         | Gioia          |
| 雌系：號族：5-e                     |                                   |                 |                |
| 五代內近親交配：無                  |                                   |                 |                |

## 命名由來
名字Sunningdale（サニングデール）是愛好高爾夫球的馬主後藤繁樹以英国伯克郡Sunningdale高爾夫俱樂部命名，香港則取其意思，翻譯为「陽光谷」。

## 外部連結
- 陽光谷 netkeiba.com （页面存档备份，存于）
- 血統表 （页面存档备份，存于）